# Adriana Romero
Adriana Romero Henríquez (Bogotá, 8 de noviembre de 1976) es una actriz, dramaturga y directora de teatro colombiana. Es hija de la primera actriz Judy Henríquez.

## Biografía
Es hija del actor y guionista colombiano Bernardo Romero Pereiro y de Judy Henríquez. Hermana de Jimena Romero y nieta de Bernardo Romero Lozano y Carmen de Lugo.
Estudió Leyes y Jurisprudencia en su país. Al terminar los estudios se trasladó a Milán (Italia) para aprender un tercer idioma, y allí comienza su carrera interpretativa en la obra teatral Las troyanas de Eurípides.
Regresa a Colombia y escribe su primera obra de teatro, "Es sólo temporal", con la que gana la beca para jóvenes directores del gobierno capitalino consistente en el montaje de la misma, que se realiza en 2001 en la Casa del Teatro Nacional.
En 2003 se casa con el también actor Rodrigo Candamil y realiza el montaje teatral "Allucinosis" para espacios no convencionales donde intervienen actores, bailarines, cantantes y artistas de circo. A invitación de la American Academy of Dramatic Arts de Nueva York actúa allí en inglés en dos obras: "The Diary Of Anna Frank" y "The Shadow Box".
En 2004 regresa a Colombia y actúa en "Antígona", producción del Teatro Nacional. Luego iterpreta personajes en telenovelas colombianas de éxito como "Lorena", "Montecristo" y "Victoria". También hace su primera incursión en el cine en el cortometraje "No pongas tus puercas manos sobre mí" de Manuel Arias.
En 2005 muere su padre y escribe el libro "Así lo recuerdo" en homenaje suyo.
En 2006 interviene en la película "Bluff" de Felipe Martínez, la cual recibe el Premio del Público en el Festival de Cine de Miami. En 2007 la Universidad Distrital le publica su primera obra de teatro, “VIP Vacaciones in Paradise”, obra que ese mismo año monta en Miami, Estados Unidos, como directora bajo el título “VIP Felicidad for sale”, gracias a la invitación del prestigioso Teatro Abanico. La obra tiene tanta acogida, que decide hacer una adaptación para el público colombiano que lleva el nombre de “VIP La felicidad se vende”.
Junto con su marido y otros directores y productores funda "El Vulgar", fundación para la creación, divulgación y montaje de obras teatrales innovadoras. Escribe nuevas obras como "Se le tiene pero se le demora" que son llevadas a escena. 
Actualmente trabaja en la creación y montaje de nuevas obras, propias y en colaboración con "El Vulgar".
En 2021 se unió al elenco principal de Siempre fui yo, serie original de Disney+, interpretando a Wendy.

## Filmografía

### Televisión
- Ana de nadie (2023) — Genoveva Serrano[2]
- De brutas, nada (2023) — Ratchie[3]
- Siempre fui yo (2022-2024) — Wendy Núñez[4]
- La ley del corazón (2018-2019)
- La fuerza de creer (2017)
- Venganza (2017) — Erika Chalas / Marjorie
- La promesa (2013) — Manuela
- El clon (2010) — Luisa
- Montecristo (2007-2008) — Clara Medina
- Victoria (2007-2008) — Valeria[5]
- Lorena (2005-2006) — Grethel
- La saga, negocio de familia (2004-2005) — Lucrecia Zapata (joven)
- El precio del silencio (2002) — Alma
- La caponera (1999-2000)
- Hilos invisibles (1998)
- La mujer en el espejo (1997-1998) — Clemencia Santos
- El octavo pecado (1997) — Helena Toledo

## Cine
- La conclusión de Quevedo (2011) — Adriana
- La beca (2007)
- Bluff (2007) — Emilia
- No pongas tus puercas manos sobre mí (corto) (2005)
- Entre vivir y soñar (2004) — Gogo 1 / Chica Foto Cuchillos

## Teatro
- Antígona — Ismene
- The Shadow Box (en inglés) — Mujer ciega
- The Diary Of Anna Frank (en inglés) — Madre de Anna
- Las troyanas (en italiano) — Casandra

## Creaciones teatrales
- VIP, Felicidad for sale (2007)
- Allucinosis (montaje teatral)
- Es sólo temporal (2000)

## Premios y nominaciones

### Premios India Catalina
| Año  | Categoría                                                | Telenovela o serie | Resultado |
| ---- | -------------------------------------------------------- | ------------------ | --------- |
| 2014 | Mejor actriz antagónica de telenovela, serie o miniserie | La promesa         | Nominada  |

### Premios TVyNovelas
| Año  | Categoría                        | Telenovela o Serie | Resultado |
| ---- | -------------------------------- | ------------------ | --------- |
| 2014 | Mejor actriz antagónica de serie | La promesa         | Nominada  |